# نجمة الطبخ
نجمة الطبخ، هو مسلسل أنمي ياباني لتعليم الطبخ للأطفال من بطولة هاروكا فوكوهارا وإخراج هيروشي واتانابي، وإنتاج هيئة الإذاعة اليابانية بالتعاون مع أن أي إس [الإنجليزية] وستوديو دين. عرض الأنمي في 30 مارس عام 2009 واستمر عرضه حتى 29 مارس عام 2013، ويكون من 400 حلقة.

## القصة
تدور أحداث القصة عن ماين هيراغي (فرح) وهي فتاة في الصف الخامس، تقدم برنامج كوكينغ آدول لتعليم الأطفال كيفية الطهي و الطبخ .

## الشخصيات
ماين هيراغي
أداء صوتي: هاروكا فوكوهارا
ميسان
أداء صوتي: أكيكو كوباياشي
يوريا
أداء صوتي: تشيسا يوكوياما
شين ياسونو
أداء صوتي: ميو إيرينو
ميكو هيراغي (والدة ماين)
أداء صوتي: ري ساكوما
ميتشيكا
أداء صوتي: سينكا دينو
أوسامو هيراغي (والد ماين)
أداء صوتي: تشيهيكو سيكي